# Saison 2021 de la NFL
Navigation
Édition précédente Édition suivante
La saison 2021 de la NFL est la 102e de l'histoire de la National Football League.
Elle débute le jeudi 9 septembre 2021 au Raymond James Stadium de Tampa en Floride à l'occasion de l'annuel Kickoff Game avec les champions sortants, les Buccaneers de Tampa Bay.
La saison se termine le 13 février 2022 au SoFi Stadium d'Inglewood dans l'État de Californie avec le Super Bowl LVI. À domicile, les Rams de Los Angeles remportent le Super Bowl face aux Bengals de Cincinnati.
Le MVP de la saison régulière est Aaron Rodgers, le QB des Packers de Green Bay.
La saison 2021 est la première à compter 17 matchs de saison régulière selon la convention collective signée par la ligue et l'association des joueurs (National Football League Players Association) en mars 2020 et qui prend effet en 2021.

## Mouvements de joueurs

### Retraits notables
- QB Drew Brees — Pro Bowler (x13), All-Pro (1 x en équipe type et 4 x dans la seconde équipe), 2x vainqueur du trophée AP NFL Offensive Player of the Year, vainqueur du trophée Walter Payton Man of the Year 2006, vainqueur du trophée NFL Comeback Player of the Year 2004 (en), vainqueur et MVP du Super Bowl XLIV — Il a joué 5 saisons pour les Chargers de San Diego et 15 saisons pour les Saints de la Nouvelle-Orléans au cours de ses 20 années en NFL[2] ;
- LB Thomas Davis – Pro Bowler (3x), All-Pro (1 x en équipe type et 1 x dans la seconde équipe), vainqueur du trophée Walter Payton Man of the Year 2014 – Il a joué pour les Panthers de la Caroline, les Chargers de Los Angeles et la Washington Football Team au cours de ses 16 années NFL[3] ;
- WR Julian Edelman — Vainqueur de trois Super Bowl (XLIX, LI et LIII), MVP du Super Bowl LIII — Il a joué pour les Patriots de la Nouvelle-Angleterre au cours de ses 12 années en NFL[4] ;
- G Mike Iupati — Pro Bowler (4x), All-Pro (1x en équipe type, 1x en seconde équipe) — Il a joué pour les 49ers de San Francisco, les Cardinals de l’Arizona et les Seahawks de Seattle au cours de ses 11 années NFL[5];
- C Maurkice Pouncey — Pro Bowler (9x), All-Pro (3x en équipe type et 2x dans la seconde équipe) — Il a joué pour les Steelers de Pittsburgh au cours de ses 11 années NFL[6] ;
- C Mike Pouncey — Pro Bowler (4x) — Il a joué aux Dolphins de Miami et aux Chargers de Los Angeles au cours de ses 10 années NFL[6] ;
- QB Philip Rivers – Pro Bowler (8x) et vainqueur du trophée NFL Comeback Player of the Year 2013 (en) – Il a joué pour les Chargers de San Diego/Los Angeles, les Colts d'Indianapolis au cours de ses 17 années NFL[7] ;
- QB Alex Smith - Pro Bowler (3x) et vainqueur du trophée NFL Comeback Player of the Year 2020 (en) — Il a joué pour les 49ers de San Francisco, les Chiefs de Kansas City et la Washington Football Team au cours de ses 16 années NFL[8] ;
- TE Jason Witten - Pro Bowler (11x), All-Pro (2 x en équipe type et 2 x dans la seconde équipe), vainqueur du trophée  Walter Payton Man of the Year 2012 – Il a joué pour les Cowboys de Dallas et les Raiders de Las Vegas au cours de ses 17 années NFL[9] ;

Autres retraites
- Antoine Bethea[10] ;
- Anthony Castonzo[11] ;
- Patrick DiMarco (en)[12] ;
- Stephen Hauschka[13] ;
- Vance McDonald (en)[14]
- Greg Olsen[15] ;
- Matt Schaub[16].

### Décès notables

#### Membres du Pro Football Hall of Fame
- John Madden : Entraîneur-chef des Raiders d'Okland et gagnant du Super Bowl en 1976.
- Floyd Little : Little a joué neuf saisons NFL au poste de running back avec les Broncos de Denver et il a été intronisé au PFHoF en 2010. Il est mort le 1er janvier 2021 à l'âge de 78 ans[17].

Autres décès
- Ronnie Burgess (en)
- Josh Evans (en)
- Steve Hendrickson (en)
- Tony Jones (en)
- Charlie Krueger (en)
- Tim Lester (en)
- Cyril Pinder (en)
- Butch Reed
- Ted Thompson (en)

## Changements d'entraîneurs
| Équipes                 | 2020          | Intérimaire en 2020 | 2021           | Motif du départ |
| ----------------------- | ------------- | ------------------- | -------------- | --------------- |
| Falcons d'Atlanta       | Dan Quinn     | Raheem Morris       | Arthur Smith   | Licencié        |
| Lions de Détroit        | Matt Patricia | Darrell Bevell      | Dan Campbell   | Licencié        |
| Texans de Houston       | Bill O'Brien  | Romeo Crennel       | David Culley   | Licencié        |
| Jaguars de Jacksonville | Doug Marrone  | Doug Marrone        | Urban Meyer    | Licencié        |
| Chargers de Los Angeles | Anthony Lynn  | Anthony Lynn        | Brandon Staley | Licencié        |
| Jets de New York        | Adam Gase     | Adam Gase           | Robert Saleh   | Licencié        |
| Eagles de Philadelphie  | Doug Pederson | Doug Pederson       | Nick Sirianni  | Licencié        |

| Équipes                  | Poste             | 2020             | Intérimaire en 2020 | 2021           | Motif du départ |
| ------------------------ | ----------------- | ---------------- | ------------------- | -------------- | --------------- |
| Falcons d'Atlanta        | Directeur général | Thomas Dimitroff | -                   | Terry Fontenot | Licencié        |
| Panthers de la Caroline  | Directeur général | Marty Hurney     | -                   | Scott Fitterer | Licencié        |
| Broncos de Denver        | Directeur général | John Elway       | John Elway          | George Paton   | Démission       |
| Lions de Détroit         | Directeur général | Bob Quinn        | par le comité       | Brad Holmes    | Licencié        |
| Texans de Houston        | Directeur général | Bill O'Brien     | Jack Easterby       | Nick Caserio   | Licencié        |
| Jaguars de Jacksonville  | Directeur général | David Caldwell   | Trent Baalke        |                | Licencié        |
| Washington Football Team | Directeur général | par le comité    | par le comité       | Martin Mayhew  | -               |

## Stades
- Les droits du nom du stade des Saints de La Nouvelle-Orléans étaient détenus par la société Mercedes-Benz jusqu'au terme de la saison 2020. Les propriétaires cherchaient un nouveau sponsor au Louisiana Superdome[18]. L'entreprise Caesars Entertainment spécialisée dans les casinos a acquis ces droits renommant le stade Caesars Superdome[19].

- Les Chiefs de Kansas City ont vendu, pour la première fois de son histoire, les droits du nom de leur stade à la société d'assurance maladie GEHA. L'Arrowhead Stadium est donc officiellement renommé GEHA Field at Arrowhead Stadium[20].

- Les Bills de Buffalo ont vendu les droits du nom de leur stade (anciennement dénommé Rich Stadium, Ralph Wilson Stadium entre 1998 et 2015, New Era Field entre 2016 et 2020, et Bills Stadium en 2020 et 2021) à la société d'assurance maladie locale Highmark. Le stade est donc renommé le Highmark Stadium[21].

## Avant saison
Les camps d'entraînement ont débuté fin du mois de juillet et ont duré jusqu'au mois d'août.
Le match du Pro Football Hall of Fame s'est déroulé le 5 août 2021 entre les Cowboys de Dallas et les Steelers de Pittsburgh. Ces deux équipes auraient dû jouer celui de 2020 avant qu'il ne soit annulé à la suite de la pandémie de Covid-19. Les Steelers ont battu les Cowboys 16 à 3.
Les matchs de saison régulière passant de 16 à 17, l'avant saison a été réduite à 3 matchs. Les équipes NFC accueillent chacune deux matchs de pré-saison et les équipes AFC en accueillent chacune un. Il n'y a pas de rencontre le week-end des 4 et 5 septembre soit entre le dernier match préparatoire et le début de la saison régulière.
Le match prévu le 28 août entre les Cardinals de l'Arizona et les Saints de La Nouvelle-Orléans a été annulé à la suite de l'ouragan Ida. Ce n'est que la deuxième fois qu'un match de pré-saison NFL a été annulé à la suite de très mauvaises conditions météorologiques, le match de 2017 entre les Cowboys de Dallas et les Texans de Houston ayant été annulé à la suite de l'ouragan Harvey.

## Draft
La draft 2021 de la NFL s'est déroulé du 29 avril au 1er mai 2021 à Cleveland dans l'Ohio.

## Calendrier

### Saison régulière
Le programme complet a été dévoilé en mai 2021 par la ligue.
Conformément à la convention collective signée en mars 2020, la saison 2021 est la première dont la saison régulière passe de 16 à 17 matchs de saison régulière par équipe,. Ce changement est annoncé le 30 mars 2021.
Le schéma actuel prévoit que chacune des 32 équipes joue 16 matchs et bénéficie d'une semaine de repos. Pour chaque équipe, la répartition est la suivante :
- 6 matchs contre les autres équipes de la même division (matchs aller-retour) ;
- 4 matchs contre les équipes d'une autre division de la même conférence (les divisions se rencontrant changent chaque année selon une rotation préétablie) ;
- 2 matchs contre les équipes des deux autres divisions de la même conférence ayant terminé à la même position au classement la saison précédente (1er contre 1er, 2e contre 2e, etc.) ;
- 4 matchs contre les équipes d'une division de l'autre conférence (les divisions se rencontrant changent chaque année selon une rotation préétablie).

Le 16 décembre 2020, les propriétaires de la NFL ont approuvé un plan pour que le 17e match de saison régulière soit un 5e match inter-conférence contre une équipe de l'une des trois autres divisions, en fonction de la position dans leurs divisions respectives la saison précédente (par exemple, une équipe qui a terminé quatrième de sa division rencontrerait une équipe qui a terminé quatrième dans une division de l'autre conférence). La NFL a confirmé la tenue d’un 17e match le 30 mars 2021.
Pour la saison 2021, le schéma final est donc le suivant :
| Matchs intra-conférences                                                             | Matchs inter-conférences :                                                            | 17e match                                                                             |
| ------------------------------------------------------------------------------------ | ------------------------------------------------------------------------------------- | ------------------------------------------------------------------------------------- |
| - AFC Est - AFC Sud - AFC Nord - AFC Ouest - NFC Est - NFC Sud - NFC Ouest- NFC Nord | - AFC Est - NFC Sud - AFC Nord - NFC Nord - AFC Sud - NFC Ouest - AFC Ouest - NFC Est | - AFC Est - NFC Est - AFC Nord - NFC Ouest - AFC Sud - NFC Sud - AFC Ouest - NFC Nord |

La saison 2021 comprend : 
- NFL Kickoff Game (en): La saison 2021 a débuté le 9 septembre 2021 au Raymond James Stadium de Tampa en Floride. Les champions sortants, les Buccaneers de Tampa Bay y ont battu les Cowboys de Dallas sur le score de 31 à 29. Le match était retransmis par la chaine NBC ;
- NFL International Series: Annulées lors de la saison 2020 à la suite de la pandémie de Covid-19, la série internationale de la NFL est dépendante de l'évolution sanitaire à l'étranger et de la levée des restrictions de voyage ; cependant, le 1er avril 2021, les Falcons d'Atlanta ont annoncé qu’ils allaient jouer un de leurs matchs prévu à domicile au Tottenham Hotspur Stadium à Londres, au Royaume-Uni[30]. Deux matchs sont donc prévus à Londres et sont joués au Tottenham Hotspur Stadium : Jets de New York - Falcons d'Atlanta le 10 octobre et Dolphins de Miami - Jaguars de Jacksonville le 17 octobre. Les deux matchs débutent à 14:30 heures locales.
- Thanksgiving: Comme c'est le cas depuis la saison 2006, trois matchs sont prévus le jeudi 25 novembre dont les traditionnels matchs de l'après midi, Bears de Chicago - Lions de Détroit et Raiders de Las Vegas - Cowboys de Dallas, le troisième, Bills de Buffalo - Saints de La Nouvelle-Orléans étant joué en primetime ;
- Christmas: Noël tombe un samedi en 2021. Dans ce cas, comme elle le fit en 2010, la NFL a programmé 2 matchs à cette occasion, Browns de Cleveland - Packers de Green Bay joué en fin d'après-midi et  Colts d'Indianapolis - Cardinals de l'Arizona joué en primetime. Les autres matchs se jouent le dimanche.

## Saison régulière

### Classements
| z             | Champion de division dispensé de wild-card et ayant l'avantage du terrain pendant tous les playoffs de sa conférence |
| y             | Champion de division                                                                                                 |
| w             | Non champion de division, wild-card                                                                                  |
| Couleur verte | Qualifié pour les playoffs                                                                                           |
| Couleur rouge | Éliminé |

#### Par division
Source : nfl.com
| AFC East                       | V  | D  | N | V/D  | Div | Conf | PM  | PE  | S  |
| ------------------------------ | -- | -- | - | ---- | --- | ---- | --- | --- | -- |
| y – Bills de Buffalo           | 11 | 6  | 0 | .647 | 5-1 | 7-5  | 483 | 289 | 4V |
| Patriots de la Nlle-Angleterre | 10 | 7  | 0 | .588 | 3-3 | 8-4  | 462 | 303 | 1D |
| Dolphins de Miami              | 9  | 8  | 0 | .529 | 4-2 | 6-6  | 341 | 373 | 1V |
| Jets de New York               | 4  | 13 | 0 | .235 | 0-6 | 4-8  | 310 | 504 | 2D |

| AFC North                 | V  | D | N | V/D  | Div | Conf | PM  | PE  | S  |
| ------------------------- | -- | - | - | ---- | --- | ---- | --- | --- | -- |
| y – Bengals de Cincinnati | 10 | 7 | 0 | .588 | 4-2 | 8-4  | 460 | 376 | 1D |
| Steelers de Pittsburgh    | 9  | 7 | 1 | .559 | 4-2 | 7-5  | 343 | 398 | 2V |
| Browns de Cleveland       | 8  | 9 | 0 | .471 | 3-3 | 5-7  | 349 | 371 | 1V |
| Ravens de Baltimore       | 8  | 9 | 0 | .471 | 1-5 | 5-7  | 387 | 392 | 6D |

| AFC South               | V  | D  | N | V/D  | Div | Conf | PM  | PE  | S  |
| ----------------------- | -- | -- | - | ---- | --- | ---- | --- | --- | -- |
| z – Titans du Tennessee | 12 | 5  | 0 | .706 | 5-1 | 8-4  | 419 | 354 | 3V |
| Colts d'Indianapolis    | 9  | 8  | 0 | .529 | 3-3 | 7-5  | 451 | 365 | 2D |
| Texans de Houston       | 4  | 13 | 0 | .235 | 3-3 | 4-8  | 280 | 452 | 2D |
| Jaguars de Jacksonville | 3  | 14 | 0 | .176 | 1-5 | 3-9  | 253 | 457 | 1V |

| AFC West                  | V  | D  | N | V/D  | Div | Conf | PM  | PE  | S  |
| ------------------------- | -- | -- | - | ---- | --- | ---- | --- | --- | -- |
| y – Chiefs de Kansas City | 12 | 5  | 0 | .706 | 5-1 | 7-5  | 480 | 364 | 1V |
| Raiders de Las Vegas      | 10 | 7  | 0 | .588 | 3-3 | 8-4  | 374 | 439 | 4V |
| Chargers de Los Angeles   | 9  | 8  | 0 | .529 | 3-3 | 6-6  | 474 | 459 | 1D |
| Broncos de Denver         | 7  | 10 | 0 | .412 | 1-5 | 3-9  | 335 | 322 | 4D |

| NFC East                   | V  | D  | N | V/D  | Div | Conf | PM  | PE  | S  |
| -------------------------- | -- | -- | - | ---- | --- | ---- | --- | --- | -- |
| y – Cowboys de Dallas      | 12 | 5  | 0 | .706 | 6-0 | 10-2 | 530 | 358 | 1V |
| w – Eagles de Philadelphie | 9  | 8  | 0 | .529 | 3-3 | 7-5  | 444 | 385 | 1D |
| Washington Football Team   | 7  | 10 | 0 | .412 | 2-4 | 6-6  | 335 | 434 | 1V |
| Giants de New York         | 4  | 13 | 0 | .235 | 1-5 | 3-9  | 258 | 416 | 6D |

| NFC North                | V  | D  | N | V/D  | Div | Conf | PM  | PE  | S  |
| ------------------------ | -- | -- | - | ---- | --- | ---- | --- | --- | -- |
| z – Packers de Green Bay | 13 | 4  | 0 | .765 | 4-2 | 9-3  | 450 | 371 | 1D |
| Vikings du Minnesota     | 8  | 9  | 0 | .471 | 4-2 | 6-6  | 425 | 426 | 1V |
| Bears de Chicago         | 6  | 11 | 0 | .353 | 2-4 | 4-8  | 311 | 407 | 1D |
| Lions de Détroit         | 3  | 13 | 1 | .206 | 2-4 | 3-9  | 325 | 467 | 1V |

| NFC South                     | V  | D  | N | V/D  | Div | Conf | PM  | PE  | S  |
| ----------------------------- | -- | -- | - | ---- | --- | ---- | --- | --- | -- |
| y – Buccaneers de Tampa Bay   | 13 | 4  | 0 | .765 | 4-2 | 8-4  | 511 | 353 | 3V |
| Saints de La Nouvelle-Orléans | 9  | 8  | 0 | .529 | 4-2 | 7-5  | 364 | 335 | 2V |
| Falcons d'Atlanta             | 7  | 10 | 0 | .412 | 2-4 | 4-8  | 313 | 459 | 2D |
| Panthers de la Caroline       | 5  | 12 | 0 | .294 | 2-4 | 3-9  | 304 | 404 | 7D |

| NFC West               | V  | D  | N | V/D  | Div | Conf | PM  | PE  | S  |
| ---------------------- | -- | -- | - | ---- | --- | ---- | --- | --- | -- |
| Rams de Los Angeles    | 12 | 5  | 0 | .706 | 3-3 | 8-4  | 460 | 372 | 1D |
| Cardinals de l'Arizona | 11 | 6  | 0 | .647 | 4-2 | 7-5  | 449 | 366 | 1D |
| 49ers de San Francisco | 10 | 7  | 0 | .588 | 2-4 | 7-5  | 427 | 365 | 2V |
| Seahawks de Seattle    | 7  | 10 | 0 | .412 | 3-3 | 4-8  | 395 | 366 | 2V |

#### Par conférence
Source : nfl.com
| No                                          | Franchise                      | V  | D  | N | V/D  | Dom   | Ext | Div | Conf | PM   | PE  | Dif  | S  |
| ------------------------------------------- | ------------------------------ | -- | -- | - | ---- | ----- | --- | --- | ---- | ---- | --- | ---- | -- |
| Leader de division                          |                                |    |    |   |      |       |     |     |      |      |     |      |    |
| 1                                           | z – Titans du Tennessee        | 12 | 5  | 0 | .706 | 7-2   | 5-3 | 5-1 | 8-4  | 419  | 354 | +65  | 3V |
| 2                                           | y – Chiefs de Kansas City      | 12 | 5  | 0 | .706 | 7-2   | 5-3 | 5-1 | 7-5  | 480  | 364 | +116 | 1V |
| 3                                           | y – Bills de Buffalo           | 11 | 6  | 0 | .647 | 6-3   | 5-3 | 5-1 | 7-5  | 483  | 289 | +194 | 4V |
| 4                                           | y – Bengals de Cincinnati      | 10 | 7  | 0 | .588 | 5-4   | 5-3 | 4-2 | 8-4  | 460  | 376 | +84  | 1D |
| Wild Cards                                  |                                |    |    |   |      |       |     |     |      |      |     |      |    |
| 5                                           | Raiders de Las Vegas           | 10 | 7  | 0 | .588 | 5-4   | 5-3 | 3-3 | 8-4  | 374  | 439 | -65  | 4V |
| 6                                           | Patriots de la Nlle-Angleterre | 10 | 7  | 0 | .588 | 4-5   | 6-2 | 3-3 | 8-4  | 462  | 303 | +159 | 1D |
| 7                                           | Steelers de Pittsburgh         | 9  | 7  | 1 | .559 | 6-2-1 | 3-5 | 4-2 | 7-5  | 343  | 398 | -55  | 2V |
| Non qualifiés pour les séries éliminatoires |                                |    |    |   |      |       |     |     |      |      |     |      |    |
| 8                                           | Colts d'Indianapolis           | 9  | 8  | 0 | .529 | 4-5   | 5-3 | 3-3 | 7-5  | 4451 | 365 | +86  | 2D |
| 9                                           | Dolphins de Miami              | 9  | 8  | 0 | .529 | 6-3   | 3-5 | 4-2 | 6-6  | 341  | 373 | -32  | 1V |
| 10                                          | Chargers de Los Angeles        | 9  | 8  | 0 | .563 | 5-4   | 4-4 | 3-3 | 6-6  | 474  | 459 | +15  | 1D |
| 11                                          | Browns de Cleveland            | 8  | 9  | 0 | .471 | 6-3   | 2-6 | 3-3 | 5-7  | 349  | 371 | -22  | 1V |
| 12                                          | Ravens de Baltimore            | 8  | 9  | 0 | .471 | 5-4   | 3-5 | 1-5 | 5-7  | 387  | 392 | -5   | 6D |
| 13                                          | Broncos de Denver              | 7  | 10 | 0 | .412 | 4-5   | 3-5 | 1-5 | 3-9  | 335  | 322 | +13  | 4D |
| 14                                          | Jets de New York               | 4  | 13 | 0 | .235 | 3-6   | 1-7 | 0-6 | 4-8  | 310  | 504 | -194 | 2D |
| 15                                          | Texans de Houston              | 4  | 13 | 0 | .235 | 2-7   | 2-6 | 3-3 | 4-8  | 280  | 452 | -172 | 2D |
| 16                                          | Jaguars de Jacksonville        | 3  | 14 | 0 | .176 | 3-6   | 0-8 | 1-5 | 3-9  | 253  | 457 | -204 | 1V |

| No                                          | Franchise                     | V  | D  | N | V/D  | Dom | Ext   | Div | Conf | PM  | PE  | Dif  | S  |
| ------------------------------------------- | ----------------------------- | -- | -- | - | ---- | --- | ----- | --- | ---- | --- | --- | ---- | -- |
| Leader de division                          |                               |    |    |   |      |     |       |     |      |     |     |      |    |
| 1                                           | z – Packers de Green Bay      | 13 | 4  | 0 | .765 | 8-0 | 5-4   | 4-2 | 9-3  | 450 | 371 | +79  | 1D |
| 2                                           | y – Buccaneers de Tampa Bay   | 13 | 4  | 0 | .765 | 7-1 | 6-3   | 4-2 | 8-4  | 511 | 353 | +158 | 3V |
| 3                                           | y – Cowboys de Dallas         | 12 | 5  | 0 | .706 | 5-3 | 7-2   | 6-0 | 10-2 | 530 | 358 | +172 | 1V |
| 4                                           | y – Rams de Los Angeles       | 12 | 5  | 0 | .706 | 5-3 | 7-2   | 3-3 | 8-4  | 460 | 372 | +88  | 1D |
| Wild Cards                                  |                               |    |    |   |      |     |       |     |      |     |     |      |    |
| 5                                           | Cardinals de l'Arizona        | 11 | 6  | 0 | .647 | 3-5 | 8-1   | 4-2 | 7-5  | 449 | 366 | +83  | 1D |
| 6                                           | 49ers de San Francisco        | 10 | 7  | 0 | .588 | 4-4 | 6-3   | 2-4 | 7-5  | 427 | 365 | +62  | 2V |
| 7                                           | Eagles de Philadelphie        | 9  | 8  | 0 | .529 | 3-5 | 6-3   | 3-3 | 7-5  | 444 | 385 | +59  | 1D |
| Non qualifiés pour les séries éliminatoires |                               |    |    |   |      |     |       |     |      |     |     |      |    |
| 8                                           | Saints de La Nouvelle-Orléans | 9  | 8  | 0 | .529 | 3-5 | 6-3   | 4-2 | 7-5  | 364 | 335 | +29  | 2V |
| 9                                           | Vikings du Minnesota          | 8  | 9  | 0 | .471 | 5-3 | 3-6   | 4-2 | 6-6  | 425 | 426 | -1   | 1V |
| 10                                          | Washington Football Team      | 7  | 10 | 0 | .412 | 3-5 | 4-5   | 2-4 | 5-6  | 335 | 434 | -99  | 1V |
| 11                                          | Seahawks de Seattle           | 7  | 10 | 0 | .412 | 3-5 | 4-5   | 3-3 | 4-8  | 395 | 366 | +29  | 2V |
| 12                                          | Falcons d'Atlanta             | 7  | 10 | 0 | .412 | 2-6 | 5-4   | 2-4 | 4-8  | 313 | 459 | -146 | 2D |
| 13                                          | Bears de Chicago              | 6  | 11 | 0 | .353 | 3-5 | 3-6   | 2-4 | 4-8  | 311 | 407 | -96  | 1D |
| 14                                          | Panthers de la Caroline       | 5  | 12 | 0 | .294 | 2-6 | 3-6   | 2-4 | 3-9  | 304 | 404 | -100 | 7D |
| 15                                          | Giants de New York            | 4  | 13 | 0 | .235 | 3-5 | 1-8   | 1-5 | 3-9  | 258 | 416 | -158 | 6D |
| 16                                          | Lions de Détroit              | 3  | 13 | 1 | .206 | 3-5 | 0-8-1 | 2-4 | 3-9  | 325 | 467 | -142 | 1V |

## Série éliminatoire
Le tour de Wild Card de la série éliminatoire de la saison 2021 se déroule les 15, 16 et 17 janvier 2022. La tête de série numéro 1 de chaque conférence au terme de la saison régulière est exemptée de ce tour qui compte donc trois matchs à élimination directe par conférence (comme en 2020). La tête de série numéro 1 de chaque conférence joue la tête de série la plus basse restante après le tour de Wild Card. Par conséquent, le croisement des têtes de séries est ajusté pour les finales de divisions.
Le tour de Division a lieu le week-end des 22 et 23 janvier 2022, l'équipe la mieux classée dans sa conférence recevant la moins bien classée de sa conférence, les deux autres qualifiés se rencontrant dans le stade de l'équipe la mieux classée.
Les vainqueurs des deux matchs de division se rencontrent lors des deux finales de Conférence le 30 janvier 2022.
Le Super Bowl LVI est joué le 13 février 2022 au SoFi Stadium d'Inglewood, Californie.
|  | Tour de Wild Card | Tour de Wild Card   | Tour de Wild Card |             |               | Finales de division | Finales de division | Finales de division |  |   | Finales de conférence | Finales de conférence | Finales de conférence |    |  | Super Bowl LVI | Super Bowl LVI | Super Bowl LVI |
|  |                   |                     |                   |             |               |                     |                     |                     |  |   |                       |                       |                       |    |  |                |                |                |
|  | 6                 | Nouvelle-Angleterre | 17                |             |               |                     |                     |                     |  |   |                       |                       |                       |    |  |                |                |                |
|  | 3                 | Buffalo             | 47                |             |               |                     |                     |                     |  |   |                       |                       |                       |    |  |                |                |                |
|  | 3                 | Buffalo             | 47                |             | 3             | Buffalo             | 36                  |                     |  |   |                       |                       |                       |    |  |                |                |                |
|  |                   |                     |                   |             | 3             | Buffalo             | 36                  |                     |  |   |                       |                       |                       |    |  |                |                |                |
|  |                   |                     | 2                 | Kansas City | 42            |                     |                     |                     |  |   |                       |                       |                       |    |  |                |                |                |
|  | 7                 | Pittsburgh          | 2                 | Kansas City | 42            | 21                  |                     |                     |  |   |                       |                       |                       |    |  |                |                |                |
|  | 7                 | Pittsburgh          |                   |             |               | 21                  |                     |                     |  |   |                       |                       |                       |    |  |                |                |                |
|  | 2                 | Kansas City         | 42                |             |               |                     |                     |                     |  |   |                       |                       |                       |    |  |                |                |                |
|  | 2                 | Kansas City         | 42                |             |               |                     |                     |                     |  | 4 | Cincinnati            | 27                    |                       |    |  |                |                |                |
|  | AFC               |                     |                   |             |               |                     |                     |                     |  | 4 | Cincinnati            | 27                    |                       |    |  |                |                |                |
|  |                   | 2                   | Kansas City       | 24          |               |                     |                     |                     |  |   |                       |                       |                       |    |  |                |                |                |
|  | 5                 | 2                   | Kansas City       | 24          | Las Vegas     | 19                  |                     |                     |  |   |                       |                       |                       |    |  |                |                |                |
|  | 5                 |                     |                   |             | Las Vegas     | 19                  |                     |                     |  |   |                       |                       |                       |    |  |                |                |                |
|  | 4                 | Cincinnati          | 26                |             |               |                     |                     |                     |  |   |                       |                       |                       |    |  |                |                |                |
|  | 4                 | Cincinnati          | 26                |             | 4             | Cincinnati          | 19                  |                     |  |   |                       |                       |                       |    |  |                |                |                |
|  |                   |                     |                   |             | 4             | Cincinnati          | 19                  |                     |  |   |                       |                       |                       |    |  |                |                |                |
|  |                   |                     | 1                 | Tennessee   | 16            |                     |                     |                     |  |   |                       |                       |                       |    |  |                |                |                |
|  |                   |                     | 1                 | Tennessee   | 16            |                     |                     |                     |  |   |                       |                       |                       |    |  |                |                |                |
|  |                   |                     |                   |             |               |                     |                     |                     |  |   |                       |                       |                       |    |  |                |                |                |
|  |                   |                     |                   |             |               |                     |                     |                     |  |   |                       |                       |                       |    |  |                |                |                |
|  |                   |                     |                   |             |               |                     |                     |                     |  |   |                       | A4                    | Cincinnati            | 20 |  |                |                |                |
|  |                   |                     |                   |             |               |                     |                     |                     |  |   |                       |                       |                       |    |  |                |                |                |
|  |                   | N4                  | LA Rams           | 23          |               |                     |                     |                     |  |   |                       |                       |                       |    |  |                |                |                |
|  | 5                 | N4                  | LA Rams           | 23          | Arizona       | 11                  |                     |                     |  |   |                       |                       |                       |    |  |                |                |                |
|  | 5                 |                     |                   |             | Arizona       | 11                  |                     |                     |  |   |                       |                       |                       |    |  |                |                |                |
|  | 4                 | LA Rams             | 34                |             |               |                     |                     |                     |  |   |                       |                       |                       |    |  |                |                |                |
|  | 4                 | LA Rams             | 34                |             | 4             | LA Rams             | 30                  |                     |  |   |                       |                       |                       |    |  |                |                |                |
|  |                   |                     |                   |             | 4             | LA Rams             | 30                  |                     |  |   |                       |                       |                       |    |  |                |                |                |
|  |                   |                     | 2                 | Tampa Bay   | 27            |                     |                     |                     |  |   |                       |                       |                       |    |  |                |                |                |
|  | 7                 | Philadelphie        | 2                 | Tampa Bay   | 27            | 15                  |                     |                     |  |   |                       |                       |                       |    |  |                |                |                |
|  | 7                 | Philadelphie        |                   |             |               | 15                  |                     |                     |  |   |                       |                       |                       |    |  |                |                |                |
|  | 2                 | Tampa Bay           | 31                |             |               |                     |                     |                     |  |   |                       |                       |                       |    |  |                |                |                |
|  | 2                 | Tampa Bay           | 31                |             |               |                     |                     |                     |  | 6 | San Francisco         | 17                    |                       |    |  |                |                |                |
|  | NFC               |                     |                   |             |               |                     |                     |                     |  | 6 | San Francisco         | 17                    |                       |    |  |                |                |                |
|  |                   | 4                   | LA Rams           | 20          |               |                     |                     |                     |  |   |                       |                       |                       |    |  |                |                |                |
|  | 6                 | 4                   | LA Rams           | 20          | San Francisco | 23                  |                     |                     |  |   |                       |                       |                       |    |  |                |                |                |
|  | 6                 |                     |                   |             | San Francisco | 23                  |                     |                     |  |   |                       |                       |                       |    |  |                |                |                |
|  | 3                 | Dallas              | 17                |             |               |                     |                     |                     |  |   |                       |                       |                       |    |  |                |                |                |
|  | 3                 | Dallas              | 17                |             | 6             | San Francisco       | 13                  |                     |  |   |                       |                       |                       |    |  |                |                |                |
|  |                   |                     |                   |             | 6             | San Francisco       | 13                  |                     |  |   |                       |                       |                       |    |  |                |                |                |
|  |                   |                     | 1                 | Green Bay   | 10            |                     |                     |                     |  |   |                       |                       |                       |    |  |                |                |                |
|  |                   |                     | 1                 | Green Bay   | 10            |                     |                     |                     |  |   |                       |                       |                       |    |  |                |                |                |
|  |                   |                     |                   |             |               |                     |                     |                     |  |   |                       |                       |                       |    |  |                |                |                |

## Récompenses

### Prix NFL
| Trophées                                                | Joueur                 | Poste                                | Équipe                             |
| ------------------------------------------------------- | ---------------------- | ------------------------------------ | ---------------------------------- |
| Meilleur joueur de la NFL par l'Associated Press (MVP)  | Aaron Rodgers          | Quarterback                          | Packers de Green Bay               |
| Meilleur joueur de la NFL par le Sporting News (MVP)    | Att. : Jonathan Taylor | Running back                         | Colts d'Indianapolis               |
| Meilleur joueur de la NFL par le Sporting News (MVP)    | Déf. : T. J. Watt      | Linebacker                           | Texans de Houston                  |
| Meilleur joueur de la NFL par PFWA (MVP)                | Aaron Rodgers          | Quarterback                          | Packers de Green Bay               |
| MVP du Super Bowl                                       | Cooper Kupp            | Wide receiver                        | Rams de Los Angeles                |
| Joueur offensif de l'année                              | Cooper Kupp            | Wide receiver                        | Rams de Los Angeles                |
| Joueur défensif de l'année                              | T. J. Watt             | Linebacker                           | Steelers de Pittsburgh             |
| Entraîneur de l'année                                   | Mike Vrabel            | Entraîneur principal                 | Titans du Tennessee                |
| Entraîneur adjoint de l'année                           | Dan Quinn              | Coordinateur défensif                | Cowboys de Dallas                  |
| Rookie offensif de l'année                              | Ja'Marr Chase          | Wide receiver                        | Bengals de Cincinnati              |
| Rookie défensif de l'année                              | Micah Parsons          | Linebacker                           | Cowboys de Dallas                  |
| Meilleur revenant de la saison                          | Joe Burrow             | Quarterback                          | Bengals de Cincinnati              |
| Trophée Pepsi du meilleur rookie de l'année             | Ja'Marr Chase          | Wide receiver                        | Bengals de Cincinnati              |
| Trophée Walter Payton du meilleur joueur NFL de l'année | Andrew Whitworth       | Offensive tackle                     | Rams de Los Angeles                |
| Trophée PFWA (en) du meilleur cadre NFL de l'année      | Bill Belichick         | Entraîneur principal General Manager | Patriots de la Nouvelle-Angleterre |
| Trophée Salute To Service présenté par USAA             | Andrew Beck            | Fullback                             | Broncos de Denver                  |
| Trophée Deacon Jones                                    | T. J. Watt             | Linebacker                           | Steelers de Pittsburgh             |
| Trophée Sportsmanship Art Rooney                        | Matthew Slater         | Wide receiver                        | Patriots de la Nouvelle-Angleterre |
| Source                                                  |                        |                                      |                                    |

### Joueurs All-Pro de l'Associated Press
Les joueurs suivants ont été sélectionnés dans l'équipe type n° 1 All-Pro de l'Associated Press :
| Attaque       | Attaque         | Attaque          |
| ------------- | --------------- | ---------------- |
| Poste         | Nom             | Équipe           |
| Quarterback   | Aaron Rodgers   | Green Bay        |
| Running back  | Jonathan Taylor | Indianapolis     |
| Wide receiver | Davante Adams   | Green Bay        |
| Wide receiver | Cooper Kupp     | Los Angeles Rams |
| Wide receiver | Deebo Samuel    | San Francisco    |
| Tight end     | Mark Andrews    | Baltimore        |
| Left tackle   | Trent Williams  | San Francisco    |
| Left guard    | Joel Bitonio    | Cleveland        |
| Center        | Jason Kelce     | Philadelphia     |
| Right guard   | Zack Martin     | Dallas           |
| Right tackle  | Tristan Wirfs   | Tampa Bay        |

| Défense          | Défense            | Défense          |
| ---------------- | ------------------ | ---------------- |
| Poste            | Nom                | Équipe           |
| Defensive end    | T. J. Watt         | Pittsburgh       |
| Defensive end    | Myles Garrett      | Cleveland        |
| Defensive tackle | Aaron Donald       | Los Angeles Rams |
| Defensive tackle | Cameron Heyward    | Pittsburgh       |
| Linebacker       | Micah Parsons      | Dallas           |
| Linebacker       | Darius Leonard     | Indianapolis     |
| Linebacker       | De'Vondre Campbell | Green Bay        |
| Cornerback       | Trevon Diggs       | Dallas           |
| Cornerback       | Jalen Ramsey       | Los Angeles Rams |
| Safety           | Kevin Byard        | Tennessee        |
| Safety           | Jordan Poyer       | Buffalo          |

| Équipes spéciales | Équipes spéciales | Équipes spéciales |
| ----------------- | ----------------- | ----------------- |
| Poste             | Nom               | Équipe            |
| Kicker            | Justin Tucker     | Baltimore         |
| Punter            | A. J. Cole        | Las Vegas         |
| Kick returner     | Braxton Berrios   | New York Jets     |
| Punt returner     | Devin Duvernay    | Baltimore         |
| Équipe spéciale   | J. T. Gray        | New Orleans       |
| Long snapper      | Luke Rhodes       | Indianapolis      |

### Meilleurs joueurs de la semaine/du mois
| S./M. |                 | Attaque | Attaque  | Attaque           | Attaque | Attaque    | Attaque               |     | Défense  | Défense            | Défense | Défense    | Défense              | Défense |          | Équipes spéciales     | Équipes spéciales | Équipes spéciales | Équipes spéciales | Équipes spéciales | Équipes spéciales |
| S./M. | AFC             | AFC     | AFC      | NFC               | NFC     | NFC        | AFC                   | AFC | AFC      | NFC                | NFC     | NFC        | AFC                  | AFC     | AFC      | NFC                   | NFC               | NFC               |                   |                   |                   |
| S./M. | Joueur          | Pl.     | Équipe   | Joueur            | Pl.     | Équipe     | Joueur                | Pl. | Équipe   | Joueur             | Pl.     | Équipe     | Joueur               | Pl.     | Équipe   | Joueur                | Pl.               | Équipe            |                   |                   |                   |
| 1     | Patrick Mahomes | QB      | Chiefs   | Matthew Stafford  | QB      | Rams       | Maxx Crosby           | DE  | Raiders  | Chandler Jones     | LB      | Cardinals  | Evan McPherson       | K       | Bengals  | Bradley Pinion        | P                 | Buccaneers        |                   |                   |                   |
| 2     | Derrick Henry   | RB      | Titans   | Kyler Murray      | QB      | Cardinals  | Odafe Oweh            | LB  | Ravens   | Mike Edwards       | S       | Buccaneers | Daniel Carlson       | K       | Raiders  | Mitch Wishnowsky (en) | P                 | 49ers             |                   |                   |                   |
| 3     | Josh Allen      | QB      | Bills    | Matthew Stafford  | QB      | Rams       | Myles Garrett         | DE  | Browns   | Byron Murphy (en)  | CB      | Cardinals  | Justin Tucker        | K       | Ravens   | Mason Crosby          | K                 | Packers           |                   |                   |                   |
| Sept. | Derek Carr      | QB      | Raiders  | Cooper Kupp       | WR      | Rams       | Von Miller            | LB  | Broncos  | Trevon Diggs       | CB      | Cowboys    | Jamal Agnew          | WR/KR   | Jaguars  | Mitch Wishnowsky (en) | P                 | 49ers             |                   |                   |                   |
| 4     | Joe Burrow      | QB      | Bengals  | Daniel Jones      | QB      | Giants     | Tremaine Edmunds      | LB  | Bills    | Trevon Diggs       | CB      | Cowboys    | Rigoberto Sanchez    | P       | Colts    | DeAndre Carter (en)   | WR/RS             | Washington        |                   |                   |                   |
| 5     | Lamar Jackson   | QB      | Ravens   | Tom Brady         | QB      | Buccaneers | Gregory Rousseau (en) | DE  | Bills    | Marshon Lattimore  | CB      | Saints     | Nick Folk (en)       | K       | Patriots | TJ Edwards (en)       | LB                | Eagles            |                   |                   |                   |
| 6     | Derrick Henry   | RB      | Titans   | Dak Prescott      | QB      | Cowboys    | T. J. Watt            | LB  | Steelers | Taylor Rapp (en)   | S       | Rams       | Matthew Wright (en)  | K       | Jaguars  | Matt Prater           | K                 | Cardinals         |                   |                   |                   |
| 7     | Ja'Marr Chase   | WR      | Bengals  | Alvin Kamara      | RB      | Saints     | Yannick Ngakoue       | DE  | Raiders  | Deion Jones        | LB      | Falcons    | Rigoberto Sanchez    | P       | Colts    | Graham Gano           | K                 | Giants            |                   |                   |                   |
| 8     | Mike White (en) | QB      | Jets     | Deebo Samuel      | WR      | 49ers      | Adrian Phillips (en)  | S   | Patriots | Micah Parsons      | LB      | Cowboys    | Randy Bullock        | K       | Titans   | Zane Gonzalez (en)    | K                 | Panthers          |                   |                   |                   |
| Oct.  | Jonathan Taylor | RB      | Colts    | Cooper Kupp       | WR      | Rams       | Kevin Byard           | S   | Titans   | De'Vondre Campbell | LB      | Packers    | Tyler Bass (en)      | K       | Bills    | Blake Gillikin (en)   | P                 | Saints            |                   |                   |                   |
| 9     | Justin Herbert  | QB      | Chargers | Matt Ryan         | QB      | Falcons    | Josh Allen            | DE  | Jaguars  | Xavier McKinney    | S       | Giants     | Tommy Townsend       | P       | Chiefs   | Kene Nwangwu (en)     | RB/KR             | Vikings           |                   |                   |                   |
| 10    | Patrick Mahomes | QB      | Chiefs   | Deebo Samuel      | WR      | 49ers      | Xavien Howard         | CB  | Dolphins | Darius Slay        | CB      | Eagles     | E. J. Speed (en)     | LB      | Colts    | Zane Gonzalez (en)    | K                 | Panthers          |                   |                   |                   |
| 11    | Jonathan Taylor | RB      | Colts    | Justin Jefferson  | WR      | Vikings    | Chris Jones           | DT  | Chiefs   | Chandler Jones     | LB      | Cardinals  | Evan McPherson       | K       | Bengals  | Jake Elliott          | K                 | Eagles            |                   |                   |                   |
| 12    | Joe Mixon       | RB      | Bengals  | Leonard Fournette | WR      | Buccaneers | Patrick Surtain II    | CB  | Broncos  | Rasul Douglas      | CB      | Packers    | Daniel Carlson       | K       | Raiders  | Thomas Morstead       | P                 | Falcons           |                   |                   |                   |
| Nov.  | Jonathan Taylor | RB      | Colts    | Justin Jefferson  | WR      | Vikings    | J. C. Jackson         | CB  | Patriots | Robert Quinn       | LB      | Bears      | Tommy Townsend       | P       | Chiefs   | Jake Elliott          | K                 | Eagles            |                   |                   |                   |
| 13    | Justin Herbert  | QB      | Chargers | Jared Goff        | QB      | Lions      | T. J. Watt            | LB  | Steelers | Jordan Hicks       | LB      | Cardinals  | Michael Palardy (en) | P       | Dolphins | Travis Homer (en)     | RB/KR             | Seahawks          |                   |                   |                   |
| 14    | Justin Herbert  | QB      | Chargers | George Kittle     | TE      | 49ers      | Mike Hughes (en)      | CB  | Chiefs   | Aaron Donald       | DT      | Rams       | Brandon McManus (en) | K       | Broncos  | Jakeem Grant          | WR/KR             | Bears             |                   |                   |                   |
| 15    | Travis Kelce    | TE      | Chiefs   | Aaron Rodgers     | QB      | Packers    | Darius Leonard        | LB  | Colts    | Cameron Jordan     | DE      | Saints     | Tremon Smith (en)    | CB/KR   | Texans   | Riley Patterson (en)  | K                 | Lions             |                   |                   |                   |
| 16    | Joe Burrow      | QB      | Bengals  | Dak Prescott      | QB      | Cowboys    | Tavierre Thomas (en)  | CB  | Texans   | Foyesade Oluokun   | LB      | Falcons    | Braxton Berrios (en) | WR/KR   | Jets     | Brandon Powell (en)   | WR/KR             | Rams              |                   |                   |                   |
| Dec.  | Patrick Mahomes | QB      | Chiefs   | Aaron Rodgers     | QB      | Packers    | Jerome Baker (en)     | LB  | Dolphins | Aaron Donald       | DT      | Rams       | Evan McPherson       | K       | Bengals  | Thomas Morstead       | P                 | Falcons           |                   |                   |                   |
| 17    | Ja'Marr Chase   | WR      | Bengals  | Rashaad Penny     | RB      | Seahawks   | T. J. Watt            | LB  | Steelers | Cameron Jordan     | DE      | Saints     | Daniel Carlson       | K       | Raiders  | Matt Prater           | K                 | Cardinals         |                   |                   |                   |

| S. | Joueurs         | Équipe     |
| -- | --------------- | ---------- |
| 1  | Tom Brady       | Buccaneers |
| 2  | Tom Brady       | Buccaneers |
| 3  | Justin Herbert  | Chargers   |
| 4  | Joe Burrow      | Bengals    |
| 5  | Justin Herbert  | Chargers   |
| 6  | Dak Prescott    | Cowboys    |
| 7  | Joe Burrow      | Bengals    |
| 8  | Mike White (en) | Jets       |
| 9  | Justin Herbert  | Chargers   |
| 10 | Dak Prescott    | Cowboys    |
| 11 | Justin Herbert  | Chargers   |
| 12 | Dak Prescott    | Cowboys    |
| 13 | Justin Herbert  | Chargers   |
| 14 | Justin Herbert  | Chargers   |
| 15 | Jared Goff      | Lions      |
| 16 | Joe Burrow      | Bengals    |

| S. | Joueurs               | Équipe  |
| -- | --------------------- | ------- |
| 1  | Joe Mixon             | Bengals |
| 2  | Derrick Henry         | Titans  |
| 3  | Derrick Henry         | Titans  |
| 4  | Ezekiel Elliott       | Cowboys |
| 5  | Derrick Henry         | Titans  |
| 6  | Jonathan Taylor       | Colts   |
| 7  | D'Ernest Johnson (en) | Browns  |
| 8  | Elijah Mitchell       | 49ers   |
| 9  | Nick Chubb            | Browns  |
| 10 | Jonathan Taylor       | Colts   |
| 11 | Joe Mixon             | Bengals |
| 12 | Joe Mixon             | Bengals |
| 13 | Jonathan Taylor       | Colts   |
| 14 | Dalvin Cook           | Vikings |
| 15 | Jonathan Taylor       | Colts   |
| 16 | Rex Burkhead          | Texans  |

| S. | Joueur                 | Poste | Équipe   |
| -- | ---------------------- | ----- | -------- |
| 1  | Ja'Marr Chase          | WR    | Bengals  |
| 2  | Asante Samuel Jr. (en) | CB    | Chargers |
| 3  | Asante Samuel Jr. (en) | CB    | Chargers |
| 4  | Zach Wilson            | QB    | Jets     |
| 5  | Ja'Marr Chase          | WR    | Bengals  |
| 6  | Ja'Marr Chase          | WR    | Bengals  |
| 7  | Ja'Marr Chase          | WR    | Bengals  |
| 8  | Micah Parsons          | LB    | Cowboys  |
| 9  | Javonte Williams       | RB    | Broncos  |
| 10 | Micah Parsons          | LB    | Cowboys  |
| 11 | Elijah Moore (en)      | WR    | Jets     |
| 12 | Patrick Surtain II     | CB    | Broncos  |
| 13 | Zach Wilson            | QB    | Jets     |
| 14 | Micah Parsons          | LB    | Cowboys  |
| 15 | Brandin Echols         | CB    | Jets     |
| 16 | Zach Wilson            | QB    | Jets     |

| Mois  | Attaque           | Attaque | Attaque  | Défense                | Défense | Défense  |
| ----- | ----------------- | ------- | -------- | ---------------------- | ------- | -------- |
| Mois  | Joueur            | Poste   | Équipe   | Joueur                 | Poste   | Équipe   |
| Sept. | Ja'Marr Chase     | WR      | Bengals  | Asante Samuel Jr. (en) | CB      | Chargers |
| Oct.  | Najee Harris      | RB      | Steelers | Nick Bolton            | LB      | Chiefs   |
| Nov.  | Mac Jones         | QB      | Patriots | Micah Parsons          | LB      | Cowboys  |
| Dec.  | Amon-Ra St. Brown | WR      | Lions    | Micah Parsons          | LB      | Cowboys  |

## Records, faits marquants et statistiques remarquables
Semaine 1 :
- Tom Brady devient le premier joueur à débuter 300 matchs de NFL[56] ;
- Jameis Winston gagne 145 yards et inscrit 5 touchdowns, établissant le record du plus petit nombre de yards gagnés à la passe en un match tout en inscrivant au moins 5 touchdowns. Le record précédent de 158 yards était détenu par Eddie LeBaron (en)[57].

Semaine 2 :
- Julio Jones devient le joueur le plus rapide à atteindre les 13 000 yards gagnés en réception soit après 137 matchs. Le précédent record de 154 matchs était détenu par Jerry Rice[58] ;
- Aaron Rodgers dépasse John Elway et devient 10e joueur à avoir gagné le plus de yards par la passe (en)[59] ;
- Travis Kelce devient le tight-end le plus rapide à atteindre les 8 000 yards en réception soit après 113 matchs. Le précédent record de 120 matchs était détenu par Rob Gronkowski[60].

Semaine 3 :
- Justin Tucker établi le record du plus long field goal inscrit en NFL avec 66 yards. Le précédent record de 64 yards était détenu par Matt Prater[61] ;
- Jamal Agnew égale le record du plus long jeu conclut en touchdown avec un touchdown de 109 yards inscrit lors d'un retour consécutif à un field goal adverse raté. Ce record est partagé avec Antonio Cromartie et Cordarrelle Patterson[62] ;
- Tom Brady devient le 2e joueur NFL à avoir atteint les 80 000 yards gagnés par la passe (en). Il rejoint Drew Brees à cette place[63] ;
- Brady devient le quarterback à avoir encaissé le plus grand nombre de sack de l'histoire de la NFL, battant le record de Brett Favre qui avait subi 525 sacks ;
- Matt Ryan devient le 10e quarterback à atteindre les 350 touchdowns inscrits par la passe[64] ;
- Patrick Mahomes devient le joueur le plus rapide à atteindre les 15 000 yards par la passe soit en 49 matchs. Le précédent record avec 53 matchs était détenu par Matthew Stafford[65].

Semaine 4 :
- Ben Roethlisberger devient le 8e quarterback à atteindre les 400 touchdowns inscrits par la passe[66] ;
- Roethlisberger devient le 6e joueur NFL à avoir gagné le plus de yards par la passe (en) dépassant Dan Marino[66] ;
- Russell Wilson devient le 18e quarterback à gagner 100 matchs en carrière NFL[67] ;
- Tom Brady devient le recordman de la NFL au nombre de yards gagnés par la passe avec 81 854 yards dépassant le record de Drew Brees (80 358 yards)[68] ;
- Brady devient le 4e quarterback a battre les 32 franchises de la NFL comme Brett Favre, Ben Roethlisberger et Peyton Manning[69] ;
- Patrick Mahomes établit les nouveaux records du plus grand nombre de yards gagnés et du plus grand nombre de touchdowns inscrits à la passe par un joueur lors de ses 50 premiers matchs NFL avec respectivement 15 348 yards et 125 touchdowns. Le précédent record de 14 372 yards était détenu par Kurt Warner tandis que Dan Marino avait inscrit 116 touchdowns[70],[71] ;
- Andy Reid devient le premier entraîneur principal à gagner 100 matchs avec deux franchises (saison régulière et play-offs)[72] ;
- Les Ravens de Baltimore ont gagné au moins 100 yards à la course lors de leurs 43 derniers matchs, égalant le record NFL détenu par les Steelers de Pittsburgh établi entre 1974 et 1977[73].

Semaine 5 :
- Antonio Brown devient le joueur le plus rapide à atteindre 900 réceptions en carrière, soit en 143 matchs. Le précédent record de 149 matchs était détenu par Marvin Harrison[74] ;
- Aaron Rodgers devient le 5e joueur au nombre de touchdowns inscrits par la passe, dépassant Dan Marino et Philip Rivers[75] ;
- Matt Ryan devient le 8e joueur au nombre de touchdowns inscrits par la passe, dépassant Eli Manning[76] ;
- Matt Ryan devient le 7e joueur à atteindre les 5 000 passes réussies en carrière[77] ;
- Les Browns de Cleveland deviennent la 1re équipe NFL à perdre un match bien qu'ils aient inscrit au moins 40 points sans avoir réussi de turnover. Précédemment, 442 équipes avaient réussi à ne pas perdre après avoir inscrit au moins 40 pts sans réussir de turnovers[78] ;
- 13 tentatives de conversion à 1 point ont été manquées par les kickers de la ligue lors de cette semaine. Le précédent record était de 12 lors de la 11e semaine de la saison 2016[79].

Semaine 6 :
- Lamar Jackson établit le record du plus grand nombre de victoires (35) par un quarterback n'ayant pas encore 25 ans. Le précédent record de 34 victoires était détenu par Dan Marino[80].

Semaine 7 :
- Tom Brady devient le premier joueur NFL à atteindre les 600 touchdowns inscrits à la passe[81] ;
- Matthew Stafford devient le 13e joueur à atteindre les 300 touchdowns inscrits à la passe[82].

Semaine 8 :
- Tom Brady devient le 2e joueur à atteindre les 7 000 passes réussies rejoignant ainsi Drew Brees.
- Brady établi les records du plus grand nombre de matchs (98) avec au moins 3 touchdowns inscrits par la passe et le record du nombre de matchs (38) avec au moins 4 touchdowns inscrits par la passe. Ces records étaient préalablement détenus par Drew Brees[83] ;
- Mike White (en) établit le record du plus grand nombre de passes réussies (37) lors de son premier match en carrière NFL[84].

Semaine 10 :
- Bill Belichick devient le 4e entraineur principal à gagner au moins 250 matchs avec une équipe, rejoignang George Halas, Don Shula et Tom Landry[85] ;
- Les Titans du Tennessee deviennent la 2e équipe à gagner cinq matchs consécutifs contre des équipes ayant participé aux séries éliminatoires de la saison précédente, rejoignant les Eagles de Philadelphie de 2003[86].

Semaine 11 :
- Jonathan Taylor égale le record du plus grand nombre de matchs (8) avec au moins 100 yards gagnés et un touchdown inscrit à la course. Il partage ce record avec Lydell Mitchell (en) et LaDainian Tomlinson[87] ;
- Christian McCaffrey devient le joueur le plus rapide (en 57 matchs) à totaliser 3 000 yards à la course et 3 000 yards en réceptions. le record précédent était de 66 matchs et était détenu par Alvin Kamara[88] ;
- Tom Brady devient le premier joueur à atteindre les 11 000 passes en carrière.

Semaine 12 :
- Aaron Rodgers dépasse Philip Rivers au nombre de victoires remportées par un quarterback titulaire (135 soit 8 de mieux) ;
- Keenan Allen égale le record d'Antonio Brown du joueur le plus rapide (111 matchs) à atteindre les 700 réceptions en carrière[89] ;
- Tom Brady dépasse Ben Roethlisberger et devient troisième au record du plus grand nombre de drive gagnants (51)[90] ;
- Ben Roethlisberger dépasse Philip Rivers et devient le cinquième au record du plus grand nombre de passes réussies par un quarterback[91].

Semaine 13 :
- Tom Brady et Rob Gronkowski dépassent Philip Rivers et Antonio Gates et deviennent deuxièmes au record du plus grand nombre de touchdowns     inscrits (90) par une paire de quarterback-receveur[92] ;
- Adrian Peterson rejoint Jim Brown à la dixième place du plus grand nombre de touchdown inscrits en carrière (126)[92] ;
- Les Dolphins de Miami deviennent la deuxième équipe de l'histoire de la NFL à gagner cinq matchs consécutifs immédiatement après une série d'au moins 7 matchs perdus comme les Giants de New York de 1994[92].

Semaine 14 :
- Tom Brady devient le recordman du plus grand nombre de passes réussies en carrière, dépassant les 7 142 de Drew Brees[93] ;
- Brady devient le premier joueur à inscrire 700 touchdowns à la passe (total des saisons régulières et des séries éliminatoires)[94] ;
- Avec sa 13e saison à plus de 4 000 yards gagnés à la passe, Brady devient 2e du classement de ce record[95] ;
- Aaron Rodgers devient le 5e joueur à inscrire au moins 60 touchdowns à la passe contre la même équipe; Il établit son record contre les Bears de Chicago[96] ;
- Justin Herbert devient le premier joueur à inscrire 30 touchdowns à la passe lors de ses deux premières saisons en NFL[97] ;

Avec 734 passes réussies au total de ses deux saisons, il dépasse Kyler Murray qui menait cette statstique avec 724 passes, ;
- Josh Allen devient le 4e joueur à gagner 300 yards à la passe et 100 yards à la course lors d'un même match  comme Lamar Jackson, Cam Newton et Russell Wilson[99].

Semaine 15 :
- Ben Roethlisberger dépasse Philip Rivers fet prend la 5e place dans la liste du record du plus grand nombre de yards gagnés à la passe[100] ;
- Tom Brady devient le premier joueur à être sélectionné à 15 Pro Bowl devaçant quatre autres quarterbacks à 14 sélections[101].

Semaine 16 :
- Justin Jefferson établit le record du plus grand nombre de yards en réception effectué par un joueur lors de ses deux saisons (3 016. Le record précédent était détenu par Odell Beckham Jr. (2 755)[102] ;
- Joe Burrow gagne 525 yards à la passe en un match, quatrième meilleure performance de l'histoire de la NFL[103] :
- Josh Allen devient le premier joueur à inscrire 100 touchdowns à la passe et 20 à la course au terme de ses quatre premières saisons en NFL[102] ;
- Dak Prescott devient le premier joueur à inscrire des touchdowns à la suite de passes réussies vers un running back, un wide receiver, un tight end et un homme de la ligne offensive (offensive lineman) au cours du même match[104] ;
- Les Jaguars de Jacksonville ont inscrit deux touchdown par des joueurs de la ligne offensive (offensive linemen) ce qui n'était jamais arrivé en NFL[102] ;
- Les Dolphins de Miami sont devenus la première franchise de l'histoire de la NFL à gagner sept matchs consécutifs immédiatement après sept défaites consécutives[105].

Semaine 17 :
- Ja'Marr Chase établit le record du plus grand nombre de yards gagnés en réception par un débutant (rookie) sur un match (266), le précédent record (255) ayant été détenu par Jerry Butler[106]. Il bat également le record du plus grand nombre de yards gagnés en réception par un débutant sur une saison (1 429) détenu par Justin Jefferson (1 400)

 ;
- Tom Brady devient le deuxième joueur, avec Drew Brees, à inscrire à la passe au moins 40 touchdowns lors de deux saisons consécutives[107] ;
- Josh Allen devient le premier joueur à avoir inscrit à la passe 100 touchdowns et à la course 30 touchdowns lors de ses quatre première saisons en NFL[107] ;
- Bill Belichick égale le record de Don Shula de l'entraîneur principal du plus grand nombre de saisons (20) avec 10 victoires minimum[107] ;
- Matt LaFleur remporte son 39e match en tant qu'entraîneur principal, établissant le record du plus grand nombre de matchs gagnés par un entraîneur principal en trois saisons, détenu auparavant par George Seifert (38 victoires)[107].

Semaine 18 :
- Travis Kelce devient le tight end le plus rapide à atteindre les 9 000 yards en réceptions , record établit après 127 matchs[108] ;
- Avec 485 passes réusies, Tom Brady bat le record du plus grand nombre de passes réussies en une saison détenu précédemment par Drew Brees (471)[109].
- Âgé de 40 ans, Tom Brady devient le plus vieux joueur à mener la ligue au nombre de yards gagnés et au nombre de touchdowns inscrits à la passe[110]. Il devient également le plus vieux joueur à gagner 5 000 yards à la passe en une saison et rejoint Drew Brees en tant que seuls quarterbacks de l'histoire de la NFL avec plusieurs saisons à plus de 5 000 yards[111] ;
- T. J. Watt égale le record de Michael Strahan du plus grand nombre de sacks en une saison (22½)[110] ;
- Cooper Kupp devient le quatrième joueur de la NFL à mener la ligue au nombre de réceptions, de yards gagnés en réceptions et de touchdowns inscrits en réception comme Jerry Rice, Sterling Sharpe et Steve Smith Sr.[112] ;
- Jaylen Waddle établlit le record du plus grand nombre de réceptions par un rookie (104), dépassant les 101 réussies par Anquan Boldin[110] ;
- Mike Evans devient le premier joueur NFL à gagner 100 yards au cours de ses huit premières saisons[110] ;
- Justin Herbert établit le record du plus grand nombre de touchdowns inscrits à la passe (69) au total de ses deux premières saisons NFL, battant les 68 de Dan Marino[110] ;
- Rob Gronkowski en tant que tight end, a remporté 32 matchs avec au moins 100 yards gagnés en réceptions, battant le record détenu par Tony Gonzalez (31)[110] ;
- Les Raiders de Las Vegas établissent le record du plus grand nombre de rencontres gagnées à l'occasion du dernier jeu du match (6)[113].

Tour de Wild Card :
- Les Bills de Buffalo deviennent la première équipe de l'histoire de la NFL à terminer un match sans avoir effectué un punt, sans avoir réussi un tunrover, ou tenté un field goal[114].

Tour de Division
- Ja'Marr Chase devient le premier débutant (rookie) à gagner au moins 100 yards en réceptions lors de plusieurs matchs d'une même série éliminatoire[115].
- Gabe Davis inscrit quatre touchdowns en réceptions, record NFL d'un match de série éliminatoire. Le précédent record était détenu plus seize joueurs[116],[117].
- Josh Allen et Patrick Mahomes deviennent les premiers quarterbacks, adversaires lors d'un même match, à gagner 300 yards à la passe, au moins 50 yards à la course et inscrire trois touchdowns (sans interception) chacun[118].

Finales de conférence
- Evan McPherson égale le record d'Adam Vinatieri du plus grand nombre de matchs de série éliminatoire (3) à quatre field goals réussis

.
Super Bowl LVI
- Evan McPherson égale le record d'Adam Vinatieri du plus grand nombre de field goals inscrit en une seule saison (14)[120].
- Von Miller égale le record de Charles Haley du plus grand nombre de sacks lors d'un Super Bowl (4½)[121].
- Sean McVay devient le plus jeune entraîneur principal à gagner un Super Bowl à 36 ans et 20 jours détrônant Mike Tomlin (36 ans et 323 jours)[122].
- Les Rams de Los Angeles égalisent le record du plus grand nombre de sacks effectués lors d'un Super Bowl (7) qui était détenu conjointement par les Steelers de Pittsburgh (1975), les Bears de Chicago (1985) et les Broncos de Denver (2015)[122].